# Протести в Румунії проти проєкту Рошія-Монтане (2013)
Протести проти проєкту Рошія-Монтане — хвиля масових протестів в Румунії у вересні 2013 — лютому 2014 років проти проєкту видобутку цінних металів в Рошія-Монтане.
Протестам передувала багаторічна громадська кампанія «Врятуймо Рош’ю Монтану», в рамках якої проходили щорічні фестивалі в цій місцевості. Причиною кампанії та протестів були негативні наслідки для екології, які мала б розробка кар'єру — для видобутку золота, срібла та рідкісних металів планувалося використовувати ціаніди. Водночас, екологічні витрати планувалося покривати з державного бюджету, в той час, як основні прибутки мали йти приватним компаніям.
Масові протести почалися на початку вересня 2013 року, коли уряд на чолі з Віктором Понтою оголосив про розробку законопроєкту, який би уможливив впровадження проєкту.